# سالفاتور مندي
أيقونية سالفاتور مندي أو مخلص العالم (باللاتينيّة: Salvator Mundi) هي أيقونة وعمل فني التي تصور يسوع وبيده اليمنى علامة النعمة ويده اليسرى تحمل كرة ويعلوه صليب، والمعروفة باسم الصليب حامل الكرة. وترمز الكرة إلى كوكب الأرض.
موضوع الأيقونة لقي شعبية من قبل الرسامين الشماليين مثل جان فان إيك وآلبرخت دورر. هناك أيضا العديد من الرسومات المتعلقة بهذا الموضوع ينسب إلى تيتيان، قسم منها موجودة في متحف الإرميتاج. واحدة من أبرز الأمثلة لهذا العمل هي لوحة سالفاتور مندي للرسام الإيطالي ليوناردو دا فينشي والتي تمثل المسيح في وضعية سالفادور مندي وهي الوضعية التي تظهر يسوع المسيح وهو رافع يده اليمنى وفي يده اليسرى كرة زجاجية يعلوها صليب. حيث تم عرض اللوحة في المتحف الوطني (لندن) في الفترة بين 9 نوفمبر 2011 إلى 5 فبراير 2012.

## لوحات

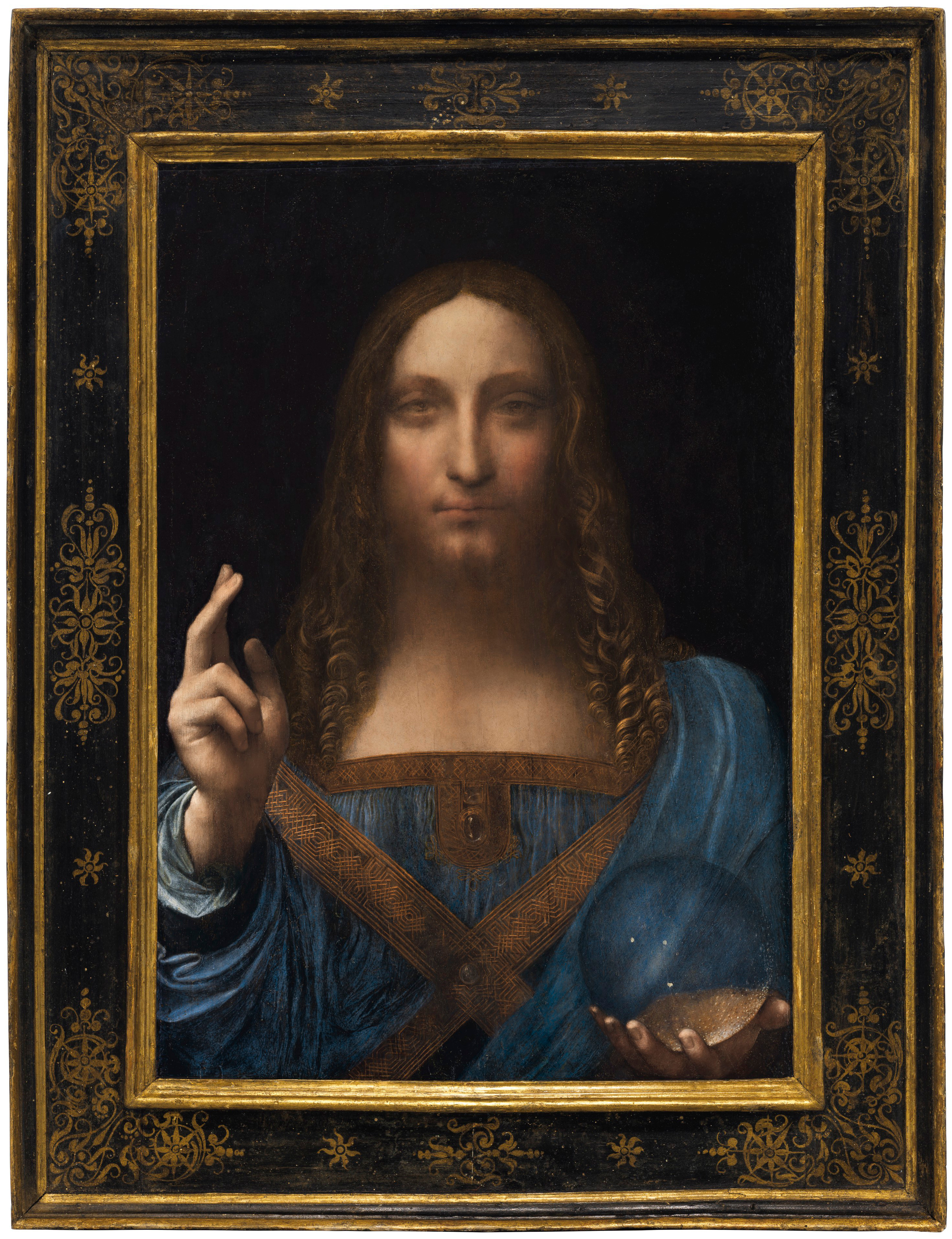
سالفاتور مندي بريشة ليوناردو دا فينشي (حوالي. 1500)
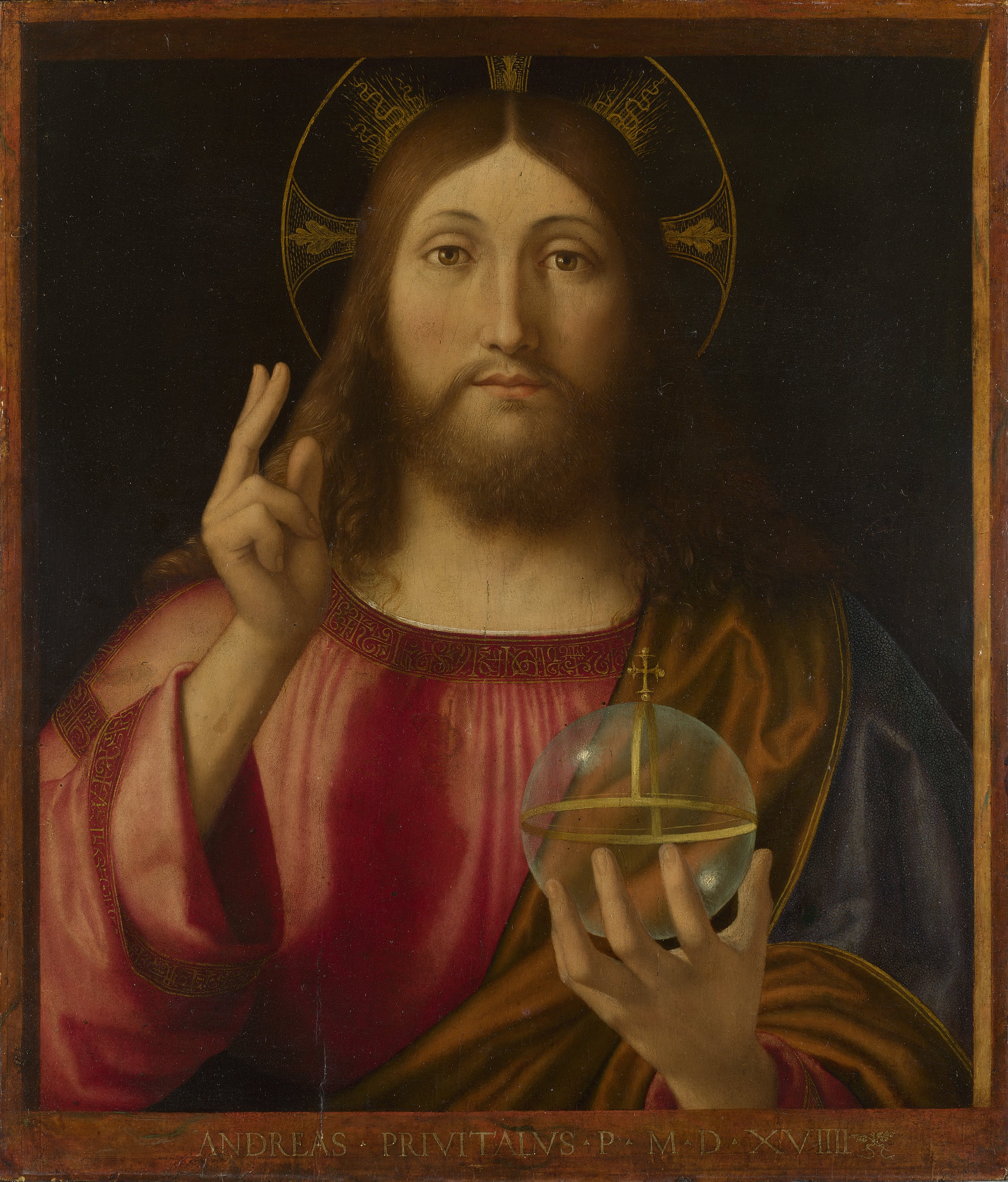
سالفاتور مندي بريشة أندريا بريفيتالي (1519)
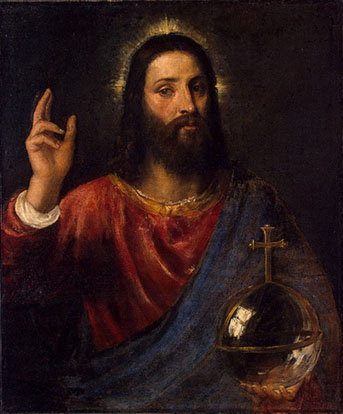
سالفاتور مندي بريشة تيتيان (1570)
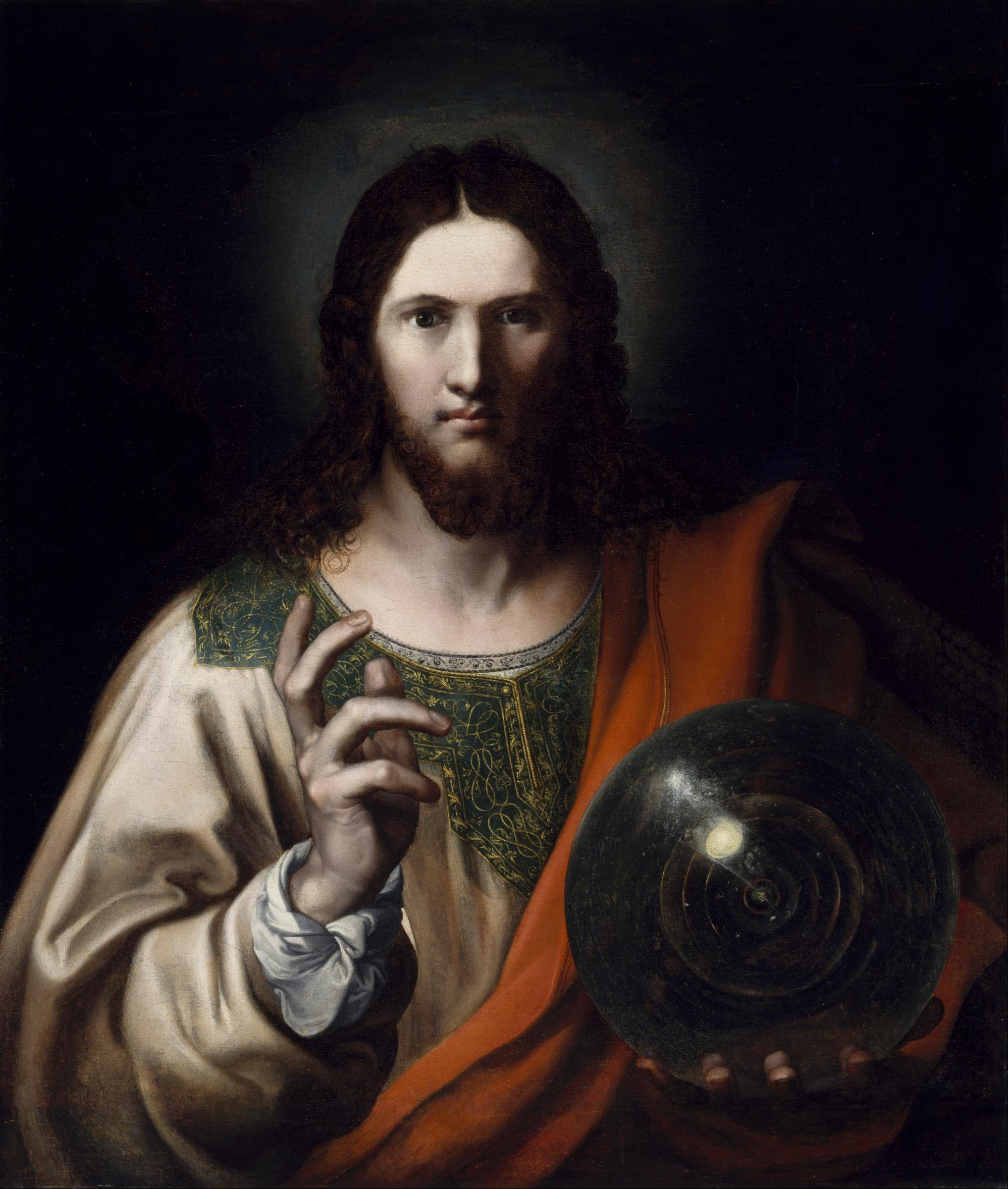
سالفاتور مندي (تعود إلى القرن السادس عشر)
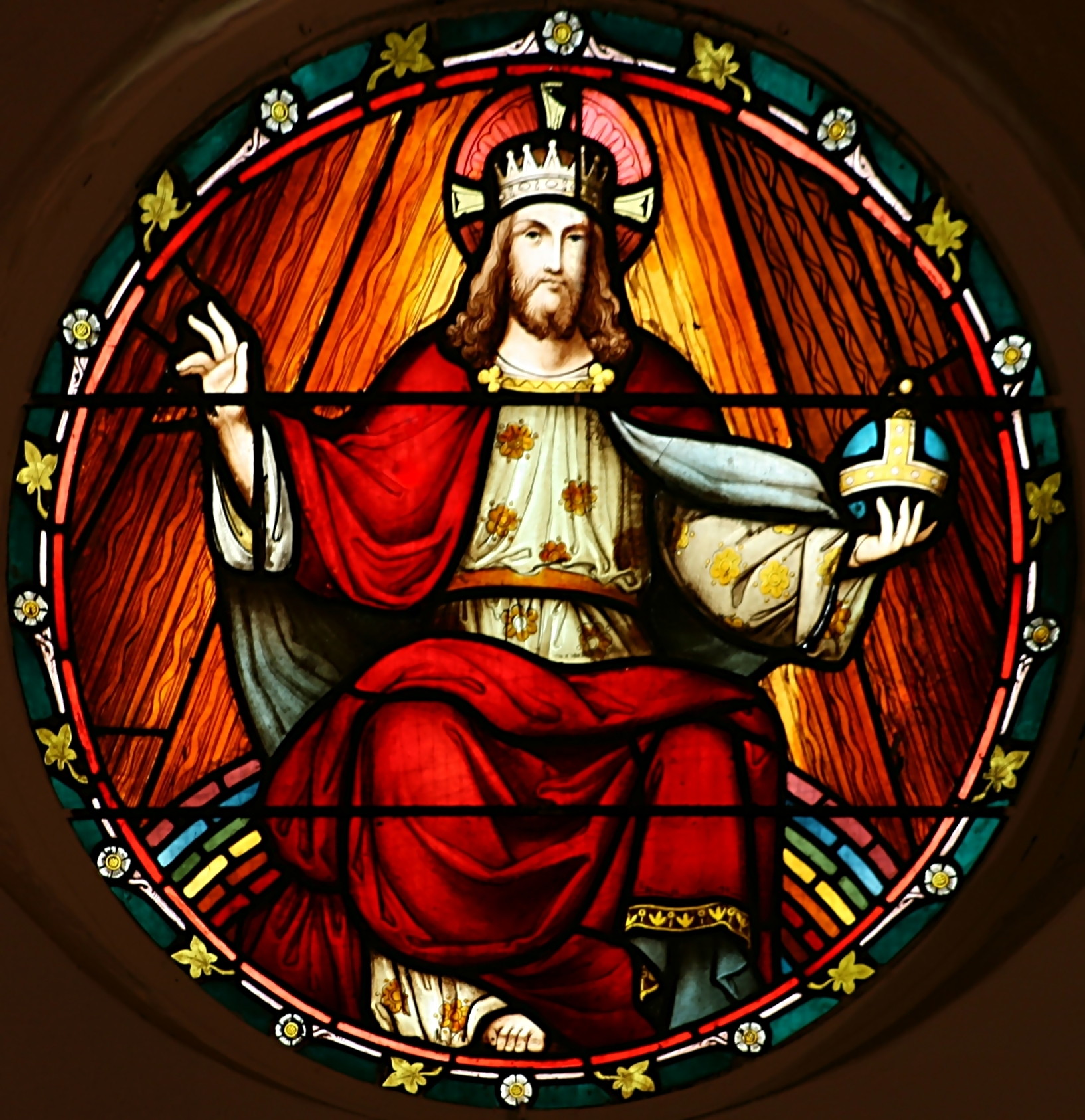
لوحة زجاج مُعشق في الكنيسة الإنجليكانية سانت جون في آشفيلد، نيو ساوث ويلز